# Grâce-Hollogne
Grâce-Hollogne là một đô thị của Bỉ. Đô thị này nằm ở tỉnh Liege. Tại thời điểm ngày 1 tháng 1 năm 2006,, Grâce-Hollogne có tổng dân số 21.753 người. Tổng diện tích là 34,24 km² với mật độ dân số khoảng 635 người trên mỗi km².